# Dorf Mecklenburg
Dorf Mecklenburg er en kommune i  Landkreis Nordwestmecklenburg i  delstaten Mecklenburg-Vorpommern, Tyskland med 3.294(2023)  indbyggere. Den ligger 6 km syd for Wismar, og er hjemsted for slottet "Mikilenburg" (gammeltysk: "stort slot"), der gav sit navn til hele regionen kendt som Mecklenburg.

## Geografi
Landsbyen Dorf Mecklenburg ligger mellem hansestaden Wismar og Schwerin-søen, en af Tysklands største søer. Vandskelletmellem  Nordsøen og Østersøens ligger kun omkring ti kilometer væk fra Østersøen (Wismar-bugten) i det let bakkede område. Mod vest løber Wallensteingraben, der forbinder Schwerinsøen med Østersøen som eneste udløb, forbi landsbyen og blev bygget mellem 1577 og 1582 under hertug Ulrich.

### Distrikter
Følgende bebyggelser hører til landsbyen Dorf Mecklenburg :
| - Karow - Kletzin - Moidentin | - Olgashof - Petersdorf - Rambow | - Rosenthal - Rotentor - Steffin |

## Transportmuligheder
Dorf Mecklenburg, kun 6 km væk fra Wismar, er meget godt forbundet til nationale transportnetværk. A 20 Baltic-motorvejen (Lübeck - Stettin) og den nordlige del af A 14 (Wismar - Schwerin) passerer i umiddelbar nærhed. Landsbyen kan nås fra Schwerin og Wismar via B 106. Den lokale banegård ligger på jernbanelinjen Ludwigslust-Wismar .